# 林德空河
林德空河是泰國的一條河流，全長187.96公里（116.79英里），也是泰國東北部蒙河的支流。泰国政府於1974年在林德空河之流域建成林德空水壩，用於灌溉農田和供水。